# Microdontinae
Microdontinae jsou jednou ze čtyř podčeledí čeledi pestřenkovitých (Syrphidae). Tato skupina je v rámci pestřenek bazální (tzn. je sesterská všem ostatním skupinám současných pestřenek). Jde o skupinu velmi záhadnou, dospělé jedince pestřenek z této skupiny potkáváme spíše zřídka a naprostá většina druhů této skupiny žije v tropických oblastech. V Evropě se můžeme setkat pouze se šesti druhy pestřenek této podčeledi, všech těchto šest druhů se řadí do rodu Microdon.
Larvy microdonů parazitují v hnízdech mravenců, do nichž se jako vajíčka nechají odnést mravenčími dělnicemi. Vajíčka a larvy microdonů chemicky napodobují mravenčí larvy, dělnice mravenců se o ně proto snaží starat a nosí jim potravu, microdoni navíc žerou i larvy mravenců. Před dokončením vývoje microdon opustí mraveniště a zakuklí se venku.